# 堀口文宏
堀口 文宏（ほりぐち ふみひろ、1974年（昭和49年）9月25日 - ）は、埼玉県坂戸市出身のお笑い芸人・タレント。お笑いコンビ・あさりどのメンバーである。血液型はO型。越生高等学校（現・武蔵越生高等学校）卒業。萩本企画所属。

## 来歴・人物
実家はガラス店。高校在学中の1991年（平成3年）4月に萩本欽一が主宰する欽ちゃん劇団1期生として入団。1994年（平成6年）1月、劇団の同期である川本成と『あさりど』としてコンビを組む。同年10月には『笑っていいとも!』の9代目いいとも青年隊としてレギュラー出演。
その後、『王様のブランチ』にレギュラー出演するなどテレビや舞台で活躍。またコンビだけでなくソロとしても活動中。
プロ野球では地元球団の埼玉西武ライオンズのファン。そのため、文化放送『ライオンズナイター』のスタンドレポーターや2015年（平成27年）からはテレビ埼玉『LIONS CHANNEL』に出演。『LIONS CHANNEL』は2016年（平成28年）より番組MCを担当。番組公式Twitterでは自らが企画した「L-Tube」も配信中である。2018年（平成30年）6月、メットライフドームでの埼玉西武ライオンズ対東北楽天ゴールデンイーグルス戦では人生初の始球式を務めた。
三重テレビ『ええじゃないか。』の番組企画で「検定お伊勢さん初級」も受験し合格。その後も三重県に関するイベントの開催や著書を発表、2013年（平成25年）10月には「みえの国観光大使」に就任した。
私生活では2012年（平成24年）10月20日、『小堺クンのおすましでSHOW』で共演した舞台女優の後藤藍と入籍した。2013年（平成25年）には第1子（男児）が誕生。2016年（平成28年）11月17日、第2子（女児）が誕生。またプロレスラーの秋山準と交流がある。

## 出演

### テレビ
- 笑っていいとも!（1994年10月 - 1997年3月、フジテレビ系） - 9代目いいとも青年隊
- 王様のブランチ（2000年10月 - 2004年3月、TBS系） - 中継リポーター
- ものまねバトル☆CLUB（2002年7月 - 2008年7月、日本テレビ系）
- 親と子のTVスクール（2004年4月 - 2008年3月、NHK教育）
- 汐留イベント部（2005年10月 - 2010年3月、日本テレビ、関東ローカル）
- スタイルプラス（2007年9月 - 2017年3月、東海テレビ、中京広域圏） - スタイルコンシェルジュ
- どうする?東京（2007年4月 - 2010年9月、TOKYO MX）
- キンさばっ!! -近所の裁き-（2008年10月 - 2011年3月、三重テレビ）
- ええじゃないか。（2009年4月 - 2019年3月、三重テレビ[3]他）
- 欽ちゃんのニッポン元気化計画（三重テレビ）
- とってもワクドキ!（三重テレビ）
- 3か月トピック英会話ハートで話そう!マジカル英語塾(2009年9月 - 12月、NHK教育)
- 日米生中継 MLB真のクイズ王は誰だ!?（2011年4月、NHK BS1）
- おしゃべりラ・セレクト（2011年11月、LaLaTV）
- 夏休み家族で行こう!伊勢志摩ええじゃないかナビ（2012年6月、三重テレビ）
- なわとびかっとび王選手権2012 (2012年12月、NHK教育)
  - なわとびかっとび王選手権2013 (2013年12月、NHK教育)
  - なわとびかっとび王選手権2014 (2014年12月、NHK教育)
  - なわとびかっとび王選手権2015 (2015年12月、NHK教育)
- LIONS CHANNEL（2015年4月13日 - 、テレビ埼玉） - MC
- 金とく「シリーズ・サミットがやってくる「伊勢志摩のアレコレ大紹介」」(2016年2月、NHK)
- 日曜ぶらり紀行「市バスで巡る!山村紅葉とっておき京都」（2016年5月、BSフジ・KBS京都）
- サンテレビボックス席（2016年6月3日、サンテレビ） - 阪神対西武戦にて西武側のベンチリポートを担当
- HAPPY MONDAY BASEBALL 今週のプロ野球とことん予想（2016年6月、BSスカパー!）
- TVSライオンズアワー（2017年4月 - 、テレビ埼玉） - ベンチリポーター（不定期出演）
- マチコミ（2018年 - 、テレビ埼玉） - 不定期出演
- 亀梨和也のプロ野球Fun!ミーティング（2018年6月、日本テレビ）
- みんなDEどーもくん!（2018年7月、NHK BSプレミアム）
- ともいきの国 料理対決（2019年10月 - 2020年3月 、三重テレビ他） - 司会

### テレビドラマ
- 平成15年度前期 連続テレビ小説「こころ」（2003年4月 - 9月、NHK） - コウ役
- 水曜ミステリー9「軽井沢駐在犬日誌」（2015年11月4日、テレビ東京） - 野沢義純役
- 水曜ミステリー9「トカゲの女３ 警視庁特殊犯罪バイク班」（2017年2月8日、テレビ東京 - 富田役
- 心はロンリー気持ちは「…」FINAL（2024年4月27日、フジテレビ）[4]

### ラジオ
- コサキンDEワァオ!（TBSラジオ）
- 文化放送ライオンズナイター（文化放送） ライオンズ応援レポーター（不定期に出演）
- SET UP!!（文化放送）
- 拝啓!日本映画様（2010年12月 - 2011年3月、インターネットラジオ ラジオデイズ）
- 世の中面白研究所（NHKラジオ第1）
- ライオンズ熱烈応援スペシャル～ライオンズフリーク2012～（2012年8月、FM NACK5）
- 風男塾の天下腐部（2012年、CBCラジオ）

### 舞台
- '60 GS LIVE MUSICAL「I LOVE JOKERS」(2000年11月、博品館劇場)
- '60 GS LIVE MUSICAL「I LOVE JOKERS」再演(2002年7月、博品館劇場・近鉄劇場)
- '60 GS LIVE MUSICAL「I LOVE JOKERS」再々演(2003年10月、渋谷公会堂他)
- ID-ZERO(2004年10月、六行会ホール)
- Parasite Gypsy番外編 其の壱　LUCKY HORAA SHOW!!5～FIVE～(2005年2月、しもきた空間リバティ)
- 小堺クンのおすましでSHOW20 ～20for・・・～(2005年8月、シアターアプル)
- Mr.マリック超魔術団 MIRACLE DREAM Vol.2(2006年4月、博品館劇場)
- 小堺クンのおすましでSHOW21 リトル・グランド・ウッズ(2006年8月、シアターアプル)
- 明治座2月公演　仇討物語でんでん虫(2007年2月、明治座)
- 小堺クンのおすましでSHOW22 スウィングしなけりゃ意味がナイ(2007年8月、シアターアプル)
- 小堺クンのおすましでSHOW23 85-08(2008年8月、シアターアプル)
- 歓喜の歌（よろこびのうた）(2008年11月、前進座劇場)
- 平成21年 明治座初春公演「あらん はらん しらん」(2009年1月、明治座)
- 25年目の小堺クンのおすましでSHOW イン グローブ座(2009年9月、東京グローブ座)
- シェイクスピアレヴュー -笑いすぎたハムレット-(2009年12月、博品館劇場)
- 小堺クンのおすましでSHOW25「卒業・・・?」～今年はノンストップ～(2010年9月、東京グローブ座)
- 平成23年 明治座初春公演「いかん どっかん あっけらかん」」(2011年1月、明治座)
- Produce unit【大森そして故林】喜劇工房VOL.2 ～後日、連絡します。～」(2011年6月、下北沢駅前劇場)
- 小堺クンのおすましでSHOW26 ～プリズン・ブラザーズ～(2011年9月、東京グローブ座)
- 小堺クンのおすましでSHOW27 ～サツ アカデミー～(2012年8月、東京グローブ座)
- Produce unit【大森そして故林】更地8(2013年3月、シアター711)
- 小堺クンのおすましでSHOW28 IN THE ****SHAREHOUSE(2013年9月、東京グローブ座)
- 農業系ROCK★ミュージカル　いただきます！～歌舞伎町伝説～(2014年3月、新宿FACE)
- 小堺クンのおすましでSHOW29 A GANG IS HARD～ギャングはつらいよ～(2014年8月、東京グローブ座)
- 激嬢ユニットバス第2回公演「シュレディンガーの猫たち」～8つの魂、荒ぶる、女ぶる～<日替わりゲスト>(2015年5月、サンモールスタジオ)
- 小堺クンのおすましでSHOW30 THE 30 STEPS(2015年8月、東京グローブ座)
- ブロードウェイミュージカル「ピーターパン」2016（2016年7月・8月、東京国際フォーラムC・大阪梅田芸術劇場）
- 小堺クンのおすましでSHOW FINAL～おすましBeyond（のむこうがわ）～（2017年3月、新国立劇場中劇場）
- レッドスネーク、カモン!!（2019年10月、三越劇場）

### ライブ

#### あさりどLIVE
- サミット(2001年6月、恵比寿・エコー劇場)
- サミット2(2002年5月、恵比寿・エコー劇場)
- サミット3(2003年5月、シアターVアカサカ)
- あさりどシアター～Go!Four!SUMMIT～(2004年4月、シアターVアカサカ)
- あさりどアンプラグド風ライブ(2005年4月、恵比寿・エコー劇場)
- あさりどライブ2006 なんでそうならないの?(2006年5月、恵比寿・エコー劇場)
- あさりどライブ2007 裕子の手帖～(2007年4月、笹塚ファクトリー)
- あさりどライブ2008 裕子の涙(2008年5月、笹塚ファクトリー)
- あさりどライブin名古屋 裕子と名古屋(2008年10月、CLUB SARU)

#### 題名のない堀口会
- vol.1 エアーライブ(2006年12月、しもきた空間リバティ)
- vol.2 堀口文宏ひとり芝居～百八つ数えろ!～(2007年12月、しもきた空間リバティ)
- vol.3 VS(2008年10月、しもきた空間リバティ)
- vol.4 1日限りの堀口学園(2010年5月、Com.Cafe音倉)
- vol.5 1日限りの堀口学園2011(2011年5月、Com.Cafe音倉)

#### 三重県関連
- 堀口文宏単独ライヴin津あけぼの座「1日限りの堀口学園～三重校開校～」(2011年3月、津あけぼの座)
- 三重本出版記念「堀口文宏単独ライヴin津あけぼの座vol.2」(2011年12月、津あけぼの座)
- 三重県お宝グルメ試食会&トークライブ
  - 第一回(2013年3月、Naked Loft)
  - 第二回(2013年7月、新宿ロフトプラスワン)
  - 第三回(2013年11月、新宿ロフトプラスワン)
  - 第四回(2014年4月、Com.Cafe音倉)

#### 野球関連
- 斉藤一美×堀口文宏 トークライブvol.1 ～野球愛（ラブ）が止まらないっ！～（2018年11月、 eplus LIVING ROOM CAFE&DINING）
- 斉藤一美×堀口文宏 トークライブvol.2 ～野球愛（ラブ）が止まらないっ！～（2019年6月、 eplus LIVING ROOM CAFE&DINING）
- 斉藤一美×堀口文宏 トークライブvol.3 ～野球愛（ラブ）が止まらないっ！～（2020年1月、 eplus LIVING ROOM CAFE&DINING）
- 斉藤一美×堀口文宏 トークライブvol.4 ～野球愛（ラブ）が止まらないっ！～（2020年1月、 eplus LIVING ROOM CAFE&DINING）
- 堀口文宏の野球ロスが止まらないっ！配信トークライブ（2020年12月、Streaming+）
- 第二回 堀口文宏の野球ロスが止まらないっ！配信トークライブ（2021年1月、Streaming+）

### イベント
- 埼玉西武ライオンズ「ファジーアドオフィストークショー」MC（2018年～2020年、所沢ハウジングステージ）
- 「埼玉西武ライオンズ 対 東北楽天ゴールデンイーグルス」始球式（2018年6月29日、メットライフドーム）
- 埼玉西武ライオンズ「サンクスフェスタ2019」MC（2019年11月、西武園ゆうえんち）
- 埼玉西武ライオンズ「三共木工グループ トークショーイベント」MC（2019年12月、FARM FARMER'S MARKET）
- 埼玉西武ライオンズ出陣式 トークショーMC（2020年1月、くすのきホール）
- 品川プリンスホテル×埼玉西武ライオンズ ライブビューイング（2020年8月11日～15日、品川プリンスホテル）
- 川越プリンスホテル×埼玉西武ライオンズ ライブビューイング（2020年9月、川越プリンスホテル）
- 埼玉西武ライオンズ「オンラインフェスタ2020」MC（2020年12月、グランドプリンスホテル新高輪）
- 埼玉西武ライオンズ「金子侑司選手トークショー」MC（2021年1月、ザ・プリンス京都宝ヶ池）
- 埼玉西武ライオンズ「ビジターゲーム観戦会」（2021年6月、グリーンフォレスト デリ＆カフェ）
- 埼玉西武ライオンズ「Webexでボールパークへ行こう！」MC（2021年7月、オンライン）

### インターネット配信
- 料理バラエティ「堀口亭」（2011年11月 ～ 2013年12月、USTREAM）
- 大乱闘スマッシュブラザーズfor Nintendo3DS 2on2（ニコニコ）プレミアムファイト（2014年11月、ニコニコ生放送）
- 年末ゲーム実況特番　大晦日ファイナルクエスト～自宅を警備するのは君だ～（大乱闘スマッシュブラザーズfor Wii Uコーナー）（2014年12月、ニコニコ生放送）
- ニコニコ闘会議2015（大乱闘スマッシュブラザーズfor Wii Uステージ）（2015年1月、ニコニコ生放送）
- ニコニコ超会議2015（大乱闘スマッシュブラザーズfor Wii Uステージ）（2015年4月、ニコニコ生放送）
- 堀口文宏の志摩って行こうぜ!（2015年6月-、YouTube）
- 闘会議2016（闘会議GP レッドステージ総合MC）（2016年1月、ニコニコ生放送）
- LIONS CHANNEL「L-Tube」（2018年10月 - 、@LIONS_CHANNEL3）
- 文化放送・ニッポン放送共同企画　第1回「Ｅスポナイターパワプロ対抗戦実況中継」生配信特番（2021年3月、YouTube）
- 日本プロ野球名球会チャンネル（YouTube）

### 映画
- Summer Nude（2003年7月公開）
- 金髪スリーデイズ35℃／brother／umi-game（2003年10月公開）

### 書籍
- ベースボールマガジン「あさりど・堀口文宏の清原和博に恩返し」連載（2008年7月号 ～ 2009年1月号、ベースボール・マガジン社）
- ベースボールマガジン隔月号「堀口遺産!」連載（2009年3月号 ～ 2010年3月号、ベースボール・マガジン社）
- 三重県のオススメを堀口文宏がチョイスした「ホリチョイ本」（2012年5月、白夜書房）
- 野球小僧「ホリ出し!あの日、あの時」（2012年12月号、白夜書房）
- 読む野球-9回勝負-「裏話ホリ出し!」連載（主婦の友社）
- 三重のタウン情報誌 月刊Simple「堀口文宏のまる三重な日々」連載（ゼロ）
- 三重県のオススメを堀口文宏がチョイスした「ホリチョイ本-志摩・賢島編-」（2015年9月、ゼロ）

### CD
- トニー ～師匠の憂鬱～